# 卢塔克 (阿拉斯加州)
盧塔克（英語：Lutak）是位於美國阿拉斯加州海恩斯自治市鎮的一個非建制地區和人口普查指定地區。根據2010年美國人口普查，該地人口為49人，而該地的面積約為345.10平方千米。

## 地理
盧塔克的座標為59°19′50″N 135°37′34″W / 59.33056°N 135.62611°W，而該地的平均海拔高度為9米（即30英尺）。